# 1934 en bande dessinée
| Années de la bande dessinée : 1931 - 1932 - 1933 - 1934 - 1935 - 1936 - 1937    |
| Décennies de la bande dessinée : 1900 - 1910 - 1920 - 1930 - 1940 - 1950 - 1960 |

Cet article présente les faits marquants de l'année 1934 en bande dessinée.

## Évènements
- 8 février : fin de la prépublication des Cigares du pharaon d'Hergé dans l'hebdomadaire belge Le Petit Vingtième. Première apparition des personnages Dupond et Dupont.
- mars : l'américain Martin Branner rencontre le français Robert Velter qui deviendra son assistant.
- 9 juin : première apparition du personnage Donald Duck, dans le film d'animation Une petite poule avisée.
- 21 octobre : premier numéro du Journal de Mickey qui raconte les histoires de Mickey Mouse accompagné de Donald Duck.

## Comic Strips
| Date       | Titre                | Auteur        | Évènement | Éditeur                 |  |
| ---------- | -------------------- | ------------- | --------- | ----------------------- |  |
| 7 janvier  | Flash Gordon         | Alex Raymond  | Création  | King Features Syndicate |  |
| 22 octobre | Terry et les Pirates | Milton Caniff | Création  | New York Daily News     |  |
| octobre    | Dickie Dare          | Coulton Waugh | Reprise   | AP Newsfeatures         |  |

## Nouveaux albums
Voir aussi : Albums de bande dessinée sortis en 1934

### Franco-Belge
| Sortie | Titre                                                          | Scénariste     | Dessinateur    | Coloriste      | Éditeur        |
| ------ | -------------------------------------------------------------- | -------------- | -------------- | -------------- | -------------- |
| ?      | à compléter                                                    |                |                |                |                |
| 1934   | Poucette trottin, t. 2 Nouvelles Aventures de Poucette trottin | Aristide Perré | Aristide Perré | Aristide Perré | Éditions Rouff |
| 1934   | Poucette trottin, t. 3 Poucette à la mer                       | Aristide Perré | Aristide Perré | Aristide Perré | Éditions Rouff |
| ?      | …                                                              |                |                |                |                |

### Comics
| Sortie  | Titre                           | Scénariste | Dessinateur | Coloriste  | Éditeur |
| ------- | ------------------------------- | ---------- | ----------- | ---------- | ------- |
| février | Famous Funnies                  | anthologie | anthologie  | anthologie |         |
| mai     | Famous Funnies (deuxième série) | anthologie | anthologie  | anthologie |         |

### Mangas
| Sortie | Titre       | Scénariste | Dessinateur | Coloriste | Éditeur |
| ------ | ----------- | ---------- | ----------- | --------- | ------- |
| ?      | à compléter |            |             |           |         |
| ?      | …           |            |             |           |         |

## Naissances

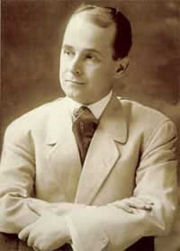
Winsor McCay

- 7 janvier : Pierre Frisano, dessinateur français.
- 8 janvier : Jean-Pierre Gourmelen, scénariste français (Mac Coy).
- 18 janvier : Raymond Briggs, auteur anglais.
- 20 janvier : Phil Seuling, organisateur de festival et distributeur américain.
- 5 mars : Jacques Sadoul
- 7 mars : Gray Morrow, dessinateur américain.
- 21 mars : Yves Duval, scénariste belge mort en 2009.
- 23 mars : Géri, dessinateur belge.
- 6 avril : Guy Peellaert, dessinateur belge, mort en 2008.
- 16 avril : Vicar, auteur chilien.
- 18 juin : Mitsuteru Yokoyama, auteur japonais.
- 20 juin : Rius, auteur mexicain.
- 28 juin : Georges Wolinski, dessinateur né à Tunis.
- 14 juillet : Gotlib, dessinateur et scénariste français.
- 28 juillet : Francis Groux, l'un des trois cofondateurs du Festival international de la bande dessinée d'Angoulême.
- 13 octobre : Giorgio Trevisan, dessinateur italien.
- 7 novembre : Gil Giboulet ou Michel Motti, auteur français.
- 12 novembre : Don Newton, dessinateur de comics
- Naissance de Park Ki-jeong, manhwaga né en Mandchourie.

## Décès
- 15 février : Louis Forton, dessinateur et scénariste français.
- 26 juillet : Winsor McCay, dessinateur et scénariste américain (64 ans)